# Tre ombre
Tre Ombre (Trois Ombres) è un graphic novel in bianco e nero scritto e disegnato dal fumettista francese Cyril Pedrosa. La prima edizione in lingua originale è del 2007, mentre quella italiana è del 2013.

## Trama
Il piccolo Joachim vive insieme ai genitori Louis e Lise in una modesta fattoria sperduta in mezzo alla campagna. Qui, passa le sue giornate spensierate giocando e dando una mano al padre nei lavori quotidiani. 
Una notte, le ombre di tre cavalieri appaiono lontano all'orizzonte, spaventando a morte la famiglia. Lise decide di recarsi nella città più vicina per chiedere a madame Pique, una chiromante, chi siano quelle bizzarre figure. Madame Pique la avverte che quelle ombre sono giunte fin lì per prendere Joachim. 
Appena Louis scopre la verità dalla moglie, decide di portare il figlio lontano da quei luoghi, nella speranza che le tre ombre non riescano più a trovarli. I due quindi partono in direzione del grande fiume, per imbarcarsi su un battello e raggiungere l'altra sponda. Durante la traversata però l'imbarcazione naufraga a causa di una improvvisa tempesta.
Louis e Joachim vengono tratti in salvo dalle acque da un misterioso vecchio che vive in una palafitta. Il vecchio è in realtà un potente mago che conosce la storia dei due fuggitivi e propone loro uno scambio: darà a Louis il potere di proteggere il figlio dalle tre ombre in cambio della sua anima, che garantirà al vecchio mago di vivere ancora a lungo. Louis accetta, e viene trasformato dallo stregone in un gigante.
Louis comincia allora una fuga senza sosta, tenendo Joachim al sicuro nella sua tasca. Nel mezzo di una tempesta di neve, stremato dalla fatica del viaggio, Louis sviene. Dopo pochi istanti sopraggiungono le tre ombre, che si rivelano essere delle fanciulle. Sono le parche, e stanno seguendo Joachim da giorni perché devono scortarlo nell'aldilà, in quanto per lui è giunto il tempo di lasciare questo mondo. Prima però, le tre fanciulle organizzano un piano per recuperare l'anima del padre di Joachim e liberarlo dall'incantesimo che lo ha trasformato in un gigante.
Risvegliatosi dal sonno, Louis comprende di aver perso per sempre il figlio e fa ritorno a casa, dove riabbraccia la moglie. 
La vicenda si conclude con un balzo in avanti di qualche anno: Louis e Lise sono ancora insieme e hanno ora due splendide figlie, anche se il ricordo di Joachim è ancora vivo in loro.

## Premi
Tre Ombre ha vinto nel 2008 il premio Les Essentiels al Festival internazionale del fumetto di Angoulême.

## Edizioni
- Cyril Pedrosa, Tre Ombre, traduzione di Marco Schiavone, Edizioni BD, 2013,  p. 269, ISBN 978-88-6634-790-3.